# 風流舎
風流舎（ふうりゅうしゃ）は、株式会社童夢が所有する50%スケールの風洞実験設備である。

## 概要
レーシングカーの空力開発に際し、より高性能な風洞の必要性を感じていた童夢創業者の林みのるは、日本の自動車メーカーがF1に本格的に参入する中で、国内でのF1開発の一助になるように建設を推し進め、2000年に竣工したのが本施設である。ホンダF1や、ホンダのサテライトチームであるスーパーアグリF1チーム向けのF1の空力開発が本施設で行われていたという。建造に要した費用は約12億円だが、設計やムービングベルトの製作など内製した費用も計上すると、建造原価は約16 - 17億円と試算されている。
風洞形式としては、水平回流式ゲッチンゲン型を採用し、最大風速は60 m/sである。送風機のベーンには、建造当時はアルミやスチール製が主流だった中でカーボンファイバーコンポジットを採用し、8枚あるベーンの重量を4分の1に減少させ、加減速時間の短縮や使用電力の軽減に成功した。計測胴は、幅2.75 m、高さ2.5 mと50%スケールのムービングベルトを持つ風洞としては、日本国内で有数の存在である。
2015年にはトヨタ自動車へ売却されたが、2019年3月に童夢が再取得した。
2020年5月には、計測制御システムに英コスワース社の最新のCMC(Cosworth Motion Controller)を導入し、従来のシステムと比べ計測時間を約15%短縮している。
2023年6月には、競技用自転車の計測システムを開発し、自転車本体だけではなく、競技選手が乗車状態のままでも各種空力数値の計測を行う事が可能となった。自転車空力計測用システムは、境界層の影響を考慮して台上に自転車を固定、六分力天秤で台上の自転車にかかる荷重、モーメントを計測できる。また、前後輪は電動ローラーにより、回転時、停止時いずれの計測も別途可能となっており、さらに手動で車両の進行方向を変更することも可能。計測中、選手は乗車状態のまま床面に設置したモニターでデータをリアルタイムに確認でき、自身で乗車姿勢を変化させてデータの変動を確かめるという使い方も出来るので、どの様な姿勢が空気抵抗なく維持出来るかを数値化して知ることが出来る。

### 主要諸元
| 風洞本体 | 風洞形式             | 水平回流式ゲッチンゲン型     |
| 風洞本体 | 風管長               | 99m                          |
| 風洞本体 | 基本構造             | 鉄骨鋼板構造                 |
| 基本性能 | 計測部 形式          | クローズドテストセクション   |
| 基本性能 | 縮流比               | 8.3：1                       |
| 基本性能 | 計測部 断面          | 幅 2.75m 高さ 2.50m          |
| 基本性能 | 計測部 長さ          | 8m                           |
| 基本性能 | 最大風速             | 60m/s                        |
| 基本性能 | 主送風機             | 軸流式 定格出力 600kw        |
| 基本性能 | 気流温度制御         | 25±1℃                        |
| 主要装備 | ムービングベルト寸法 | 幅 2m 長さ5.5m               |
| 主要装備 | ベルト速度           | 60m/s                        |
| 主要装備 | ターンテーブル       | 偏揺角±５deg                 |
| 計測装置 | モデル支持方法       | 上下ストラット方式           |
| 計測装置 | ６分力天秤           | モデル内蔵式                 |
| 計測装置 | モデル位置制御       | ３軸まわり及びライドハイト   |
| 計測装置 | データ処理           | 自動計測・演算・集計システム |